# Стойко, Элвис
Э́лвис Сто́йко (англ. Elvis Stojko; род. 22 марта 1972 года, Ньюмаркет, Онтарио) — канадский фигурист, выступавший в одиночном разряде. Двукратный серебряный олимпийский призёр, трёхкратный чемпион мира, семикратный чемпион Канады.

## Биография
Родители назвали его Элвисом в честь певца Элвиса Пресли, так как были его поклонниками. Впоследствии Стойко часто выступал в показательных программах под песни Пресли.
Родители Стойко иммигрировали в Канаду в 50-х годах XX века, отец приехал из Словении в 1955 году, а мать бежала из Венгрии в 1956 году после ввода советских войск.
Элвис начал кататься на коньках в возрасте 4 лет и выиграл первую медаль, когда ему было шесть. В детстве он также занимался карате и в 16 лет получил чёрный пояс. Иногда он включал элементы боевых искусств в свои программы на льду.
Основное внимание Стойко уделял сложным прыжкам, первым исполнил каскад из четверного с двойным прыжком (оба прыжка — тулупы, 1991), а затем четверного с тройным прыжком (тулупы, 1997, один судья выставил за технику максимальную оценку 6,0).
Стойко написал книгу о своей спортивной карьере — «Сердцем и душой». Также он вовлечён в Детский благотворительный фонд Рональда Макдональда в Канаде.

## Карьера

### 1991—1993
На чемпионате мира 1991 Стойко стал первым фигуристом, удачно исполнившим каскад с четверным прыжком (четверной тулуп — двойной тулуп), занял только шестое место, ввиду того, что судьи выставили невысокие оценки за артистизм. В 1992 впервые получает медаль на чемпионатах мира.

### 1994—1998
На чемпионате мира 1994 Стойко выиграл оба вида соревнований, в произвольной программе чисто исполнил четверной тулуп и 8 тройных прыжков, получив оценки включая 6,0, что позволило стать впервые чемпионом мира. На Олимпиаде 1994 после короткой программы занимал второе место (его главные конкуренты (Курт Браунинг, Брайан Бойтано и Виктор Петренко) откатали свои программы с ошибками). В произвольной программе на музыку к фильму «Дракон. История Брюса Ли» выполнил 7 тройных прыжков, включая два тройных акселя, став серебряным призёром.
Сезон 1994/1995 Стойко начал с травмы во время чемпионата Канады. Несмотря на это, он выиграл чемпионат мира 1995. После короткой программы он занимал второе место, проигрывая Т.Элдриджу, но выполнил более сложную произвольную программу и выиграл свой второй чемпионат мира. На чемпионате мира 1996 после короткой программы после падения на тройном акселе занимал седьмое место, в произвольной программе исполнил каскад четверной тулуп — двойной тулуп, и лишь 5 тройных прыжков, заняв только четвёртое место.
Элвис Стойко выиграл финал Гран-при 1997, исполнив впервые в истории каскад четверной тулуп — тройной тулуп.
На чемпионате мира 1997 Стойко занимал после короткой программы четвёртое место. Лидер, Алексей Урманов, снялся после короткой программы. В произвольной программе Элвис Стойко занял первое место и выиграл чемпионат мира в третий раз, вновь исполнив каскад четверной тулуп — тройной тулуп.
На Олимпиаде 1998 Стойко был одним из фаворитов. В короткой программе чисто исполнил каскад тройной аксель — тройной тулуп, тройной лутц, двойной аксель и занимал 2 место. Канадский судья поставил вторую оценку 6.0. В произвольной программе занял второе место и выиграл своё второе олимпийское серебро. Во время произвольной программы Стойко получил травму, вследствие чего не участвовал в показательных выступлениях, а затем и в чемпионате мира 1998.

### 1999—2002
Оправившись от травмы, Стойко выступил на чемпионате мира 1999, где занял 4 место. После 8 места на Олимпиаде 2002 завершил карьеру.

## Спортивные достижения
| Соревнования/Сезон                      | 88-89 | 89-90 | 90-91 | 91-92 | 92-93 | 93-94 | 94-95 | 95-96 | 96-97 | 97-98 | 98-99 | 99-00 | 00-01 | 01-02 |
| --------------------------------------- | ----- | ----- | ----- | ----- | ----- | ----- | ----- | ----- | ----- | ----- | ----- | ----- | ----- | ----- |
| Зимние Олимпийские игры                 |       |       |       | 7     |       | 2     |       |       |       | 2     |       |       |       | 8     |
| Чемпионаты мира                         |       | 9     | 6     | 3     | 2     | 1     | 1     | 4     | 1     |       | 4     | 2     | 10    |       |
| Чемпионаты Четырёх континентов          |       |       |       |       |       |       |       |       |       |       | 3     | 1     |       |       |
| Чемпионаты Канады                       |       | 2     | 2     | 2     | 2     | 1     |       | 1     | 1     | 1     | 1     | 1     |       | 1     |
| Финалы Гран-При                         |       |       |       |       |       |       |       | 2     | 1     | 2     |       | 2     |       |       |
| Этапы серии Гран-При:Skate America      |       |       |       |       |       |       |       |       |       |       | 4     | 3     |       |       |
| Этапы серии Гран-При:Skate Canada       |       |       |       |       |       |       |       |       | 1     | 1     | 2     | 2     |       | 2     |
| Этапы серии Гран-При:Bofrost Cup on Ice |       |       |       |       |       |       | 1     |       |       | 1     |       |       |       | 6     |
| Этапы серии Гран-При:Trophée Lalique    |       |       |       |       |       |       |       | 3     |       |       |       |       |       |       |
| Этапы серии Гран-При:NHK Trophy         |       |       |       |       |       |       |       | 1     | 1     |       |       |       |       |       |
| Чемпионат мира среди юниоров            | 6     | 8     |       |       |       |       |       |       |       |       |       |       |       |       |